# Itapetinga
Itapetinga és un municipi brasiler de l'estat de Bahia. És localitzat en la latitud 15° 15' 12.48" sud i a una longitud 40° 15' 19.78" oest, estant a 562 quilòmetres de la capital estatal Salvador. Seva població és estimat en 76.795 habitants. (IBGE 2020).
El municipi fou fundat en 1952, obté una de les unitats de la Universitat Estatal del Sud-oest de Bahia i la seva economia principal és la ramaderia bovina.